# マルクス・アウレリウス・カルス
マルクス・アウレリウス・カルス（ラテン語: Marcus Aurelius Carus, マールクス・アウレーリウス・カールス,　222年頃〜283年7月/8月）は、軍人皇帝時代のローマ帝国の皇帝（在位：282年9月 - 283年7月頃）

## 生涯
マルクス・アウレリウス・カルスこと、未来の皇帝マルクス・ヌメリウス・カルスはガリア・ナルボネンシス属州の首都ナルボで生まれた。彼はローマで教育を受け文武両官を務める元老院議員となった。
その後のプロブス帝の時代にプラエフェクトゥス・プラエトリオとなり、282年にプロブスがペルシャ遠征へ乗り出すとノリクム・ラエティア駐屯軍の推戴を受けてプロブスに反乱をおこした。その後、プロブスは自軍の兵士に暗殺された。
カルスはプロブス殺害に関与したものを厳重に処罰してからローマへ帰還し、正式に皇帝となった。皇帝となったカルスは名をマルクス・アウレリウス・カルスと改め、二人の息子であるカリヌスとヌメリアヌスをカエサルとした。翌年にはカリヌスをアウグストゥスに昇格させ西部属州の管理を任せて、自身はヌメリアヌスと共に東部戦線へと戻った。東部戦線のドナウ川流域で蛮族を破った父子は先帝プロブスが計画していたペルシャ遠征を再開すべく、軍を率いてメソポタミアへ侵攻。遠征は順調に進みクテシフォンの隣町であるコケを占領するに至った。
しかし、遠征はそれ以上は進まなかった。ティグリス川沿いの駐留地に駐留していたカルスは落雷に遭い事故死した。この「雷」とはプラエフェクトゥス・プラエトリオであったルキウス・フラウィウス・アペルによる陰謀を示唆しているとも言われているが真相は定かではない。
なお、カルス帝のペルシャ遠征軍は跡を継いだヌメリアヌスが撤退させることになったが、ヌメリアヌスも（恐らくは）アペルによって暗殺された。

## 家族
子女は妻マグニア・ウルビカとの間に儲けたカリヌス、ヌメリアヌス、アウレリア・パウリナの2男1女。
ヌメリアヌスはアペルの娘を妻としていた。娘アウレリアの消息は不明である。
なお、孫にニグリニアヌスがいるが、カリヌスとその妻の息子という説とアウレリアの息子でカリヌス・ヌメリアヌス兄弟の甥との説がある。ニグリニアヌスは283年頃に生まれ、284年後半または285年前半の間に乳児期に夭折したとも、311年にマクセンティウスに敗れてアフリカ属州で死亡したともされている。
ニグリニアヌスはカルスの孫という記録が発見される前は、311年にアフリカでマクセンティウスに敗北・殺害されたカルスとその家族とは血縁や地縁が全くの無関係な人物ルキウス・ドミティウス・アレクサンデルの息子であると推測され、カルスとは無縁とされていた。